# Helvécia
Helvécia este un sat în districtul Kecskemét, județul Bács-Kiskun, Ungaria, având o populație de 4.367 de locuitori (2011). 

## Demografie
Componența etnică a satului Helvécia
     Maghiari (96,74%)
     Români (1,33%)
     Necunoscut (0,41%)
     Alții (1,52%)
Componența confesională a satului Helvécia
     Romano-catolici (48,77%)
     Fără religie (15,39%)
     Reformați (9,25%)
     Luterani (1,21%)
     Atei (1,08%)
     Necunoscută (24,02%)
     Greco-catolici (0,27%)
     Alte religii (1,97%)
Conform recensământului din 2011, satul Helvécia avea 4.367 de locuitori. Din punct de vedere etnic, majoritatea locuitorilor (96,74%) erau maghiari, cu o minoritate de români (1,33%). Apartenența etnică nu este cunoscută în cazul a 0,41% din locuitori. Nu există o religie majoritară, locuitorii fiind romano-catolici (48,77%), persoane fără religie (15,39%), reformați (9,25%), luterani (1,21%) și atei (1,08%). Pentru 24,02% din locuitori nu este cunoscută apartenența confesională.